# Obrazów (gemeente)
De gemeente Obrazów is een landgemeente in het Poolse woiwodschap Święty Krzyż, in powiat Sandomierski.
De zetel van de gemeente is in Obrazów.
Op 30 juni 2004 telde de gemeente 6775 inwoners.

## Oppervlakte gegevens
In 2002 bedroeg de totale oppervlakte van gemeente Obrazów 71,86 km², waarvan:
- agrarisch gebied: 91%
- bossen: 3%

De gemeente beslaat 10,63% van de totale oppervlakte van de powiat.

## Demografie
Stand op 30 juni 2004:
| Omschrijving                   | Totaal | Totaal | Vrouwen | Vrouwen | Mannen | Mannen |
| ------------------------------ | ------ | ------ | ------- | ------- | ------ | ------ |
| eenheid                        | aantal | %      | aantal  | %       | aantal | %      |
| inwoners                       | 6775   | 100    | 3430    | 50,6    | 3345   | 49,4   |
| bevolkingsdichtheid (inw./km²) | 94,3   | 94,3   | 47,7    | 47,7    | 46,5   | 46,5   |

In 2002 bedroeg het gemiddelde inkomen per inwoner 1239,45 zł.

## Aangrenzende gemeenten
Dwikozy, Klimontów, Lipnik, Samborzec, Sandomierz, Wilczyce